# Santo Antônio do Jacinto
Santo Antônio do Jacinto este un oraș în Minas Gerais (MG), Brazilia.